# Дейерон I Таргариен
Дейерон I Таргариен (другой вариант имени — Дейрон) по прозвищу Юный Дракон — персонаж вымышленного мира, изображённого в серии книг «Песнь Льда и Огня» Джорджа Мартина, король Вестероса из валирийской династии Таргариенов. Один из героев книги «Мир льда и пламени».

## Биография
Согласно Мартину, Дейерон I принадлежал к королевской династии Таргариенов, которая правила в Вестеросе. Он был старшим сыном короля Эйегона III и Дейнейры Веларион и занял Железный трон после смерти отца. На тот момент Дейерону было всего 14 лет; он был очень красивым, обаятельным и уверенным в себе юношей. Новый король отверг идею назначить регентов и начал править самостоятельно. Он решил двинуть армию в Дорн — последний из регионов Вестероса, остававшийся независимым от Таргариенов. После года боёв Дейерон установил контроль над всем Дорном и вернулся в Королевскую Гавань. Однако вскоре дорнийцы восстали. Король вернулся на театр боевых действий и одержал ряд побед, но во время встречи с дорнийцами, изъявившими желание снова покориться, он был вероломно убит.
Правление Дейерона I продолжалось всего четыре года. Король погиб неженатым, так что его наследником стал младший брат Бейелор I. В истории Вестероса Дейерон остался как великий полководец и завоеватель — во многом благодаря написанной им книге «Завоевание Дорна».
Дейерон упоминается в ряде романов Джорджа Мартина. Более обстоятельный рассказ о нём содержится в псевдохронике «Мир льда и пламени». Специалисты считают историческим прототипом Таргариенов датских викингов, завоевавших в IX веке существенную часть Англии; при этом сам Мартин в одном из интервью назвал Дейерона «Александром Македонским» Вестероса.
Дейерона изобразил на одном из своих рисунков художник Роман Папсуев.